# آل مكلنبورغ
آل مكلنبورغ (بالألمانية: Haus Mecklenburg)‏ سلالة حاكمة شمال ألمانية من أصل سلافي غربي حكمت حتى عام 1918.

## الأصول
كان نيكولت حاكم قبيلة الأبودريتيين الوندية. عندما توسعت الإمبراطورية الرومانية المقدسة شرقاً، ولا سيما نحو ساحل بحر البلطيق في القرن الثالث عشر، تحالف جزء من الحكام الأبودريتيين مع الزعماء الألمان، فتعزز موقفهم نتيجة لذلك. أقواهم كانوا أولئك الذين أصبحوا أول حكام لمكلنبورغ (الاسم مستمد من قلعتهم الرئيسية، ميكلا بورغ، وتعني القلعة الكبيرة). وقد رُفع الفرع العائلة الرئيسي في عام 1347 إلى رتبة الدوقية. أصبحوا تدريجياً مظهرياً أكثر ألمانية، محافظين على وضعهم الحاكم.

## المطالبات بالعرش السويدي
ادعى دوقات آل مكلنبورغ من القرن الرابع عشر الأحقية بميراث في السويد. وكان دوق مكلنبورغ سليل والوريث لامرأتين يزعم ارتباطتهما بالعائلات المالكة الإسكندنافية.
- هاينريش الثاني، أمير مكلنبورغ والدة جده لأبيه، نبيلة إسكندنافية اسمها كريستينا، كانت زوجة هاينريش بورفين الثاني، أمير مكلنبورغ (مات سنة 1226)، وهي ابنة سفركر الثاني ملك السويد من زوجته الأولى. وكانت كريستينا والدة يوهان الأول، أمير مكلنبورغ والد هاينريش الأول، أمير مكلنبورغ.
- هاينريش الثاني، أمير مكلنبورغ جدته لأمه، سيدة اسمها ماريانا، كانت زوجة الأولى لبارنيم الأول، دوق بومرانيا (مات سنة 1278)، حاكم فولغاست، وشقيقة لإريك الحادي عشر ملك السويد. أنجبت ماريانا ابنة وحيدة بقيت على قيد الحياة اسمه أناستازيا بومرانيا، أصبحت لاحقاً زوجة لهاينريش الأول، أمير مكلنبورغ (توفي سنة 1302) ووالدة هنري هاينريش.

## معرض صور